# Ordensburg Stuhm
Die Ordensburg Stuhm ist eine teilerhaltene Deutschordensburg im heute polnischen Sztum (Stuhm) im historischen Westpreußen.

## Bauwerk
Die Burg ist außergewöhnlich unregelmäßig. Die Wohngemächer waren in zwei langen und niedrigen Flügelbauten untergebracht. Der etwa 50 m lange Hauptflügel befindet sich an der Südseite und zeigt im Keller und Erdgeschoss noch mittelalterliche Bausubstanz. Im Innenbereich der Burg stehen heute Bauten des 19. Jahrhunderts. Die Burg verfügte über zwei hohe Mauertürme und einen Torturm, deren untere Bereiche noch erhalten sind. Die Ringmauer aus Backstein über einem hohen Feldsteinsockel ist aus dem Mittelalter erhalten.

## Geschichte
Der Ort, an dem sich eine prußische Burg befand, wurde 1236 vom Deutschen Orden erobert. Die Ordensburg wurde wohl erst um 1330 angelegt, 1331 ist ein Komtur erwähnt, danach sind nur noch Vögte als Verwalter belegt. Stuhm wurde vom Hochmeister und seinen Gästen als Erholungssitz genutzt. Im Jahr 1377 war Herzog Albrecht von Österreich hier zu Gast und stiftete Geld für einen Turmbau. Kurz 1410 von polnischen Truppen besetzt, wurde die Burg zwischen 1415 und 1420 umfassend ausgebaut, obwohl sich der Orden nach dem verlorenen Krieg gegen Polen ansonsten kaum Investitionen leisten konnte. Infolge des Zweiten Friedens von Thorn fiel die Burg an Königlich Preußen und wurde Sitz eines Starosten. Während der Nordischen Kriege wurde die Burg beschädigt. Nach einem Brand 1693 setzte der Verfall ein und die Burg wurde zum Teil abgetragen. Nach Kriegsbeschädigungen 1945 wurde die Burg, nunmehr innerhalb der verschobenen Grenzen Polens gelegen, 1966 bis 1971 restauriert.